# 粘毛假尖蕊
粘毛假尖蕊（学名：Strobilanthes glutinosa）为爵床科紫云菜属的植物。分布于喜马拉雅山以及中国大陆的云南等地，常生长在山坡，目前尚未由人工引种栽培。